# Praça das Flores
A Praça das Flores é uma praça situada na freguesia da Misericórdia, em Lisboa. Fica próxima do Palácio de São Bento (Parlamento), sendo limitada pela Rua Nova da Piedade, Rua da Palmeira e Rua de São Marçal. Na praça encontra-se o Jardim Fialho de Almeida.
Próximo da praça encontra-se o Chafariz da Praça das Flores ou do Monte Olivete, parte da rede de chafarizes do Aqueduto das Águas Livres. Construído junto ao Arco de São Bento (já demolido e reconstruído na Praça de Espanha), respondendo a uma ordem da Direcção das Águas Livres de 12 de Junho de 1805, manteve-se nesse local até 1838, altura em que foi transferido para a sua localização actual no início da Rua do Monte Olivete, junto à Praça das Flores.
Em 2022 a Praça das Flores foi eleita a 18.ª praça mais cool do mundo segundo a Time Out Global e os seus leitores.

## História
De acordo com as anotações que Luís Pastor de Macedo recolheu no seu Ficheiro Toponímico, a partir de várias fontes, nomeadamente dos Livros Paroquiais, a primeira vez que ele vê o registo do topónimo é em 1775 (Livro VI, de Óbitos da Paróquia das Mercês, 105v.), estando anteriormente incluída numa designação genérica de “Baixa da Cotovia”. A Cotovia (ou Alto da Cotovia), era a designação que, grosso modo, corresponde hoje à zona do Príncipe Real / Rua da Escola Politécnica. Assim, a actual Praça das Flores era a zona baixa (a sul) do Alto da Cotovia.
Por sua vez Gustavo de Matos Sequeira escreve:

A baixa da Cotovia junto ao Gracia ou a Cotovia para cima do Gracia foi a origem da actual praça das Flores. (…)

A praça das Flores tinha sido projectada, não no sítio onde hoje assenta, mas um pouco deslocada para o sul. Ficava, segundo o plano primitivo, enquadrada entre a rua das Adelas , a travessa da Piedade, a rua da Palmeira e o actual Jardim, de modo a que viesse desembocar a meio dela a rua de S. Marçal, comunicando com S. Bento pela rua nova da Piedade, (…). Não sei que motivos determinaram a alteração do plano expresso topograficamente na planta de Monteiro de Carvalho; o certo é que o bairro perdeu com a mudança. A abertura da rua das Adelas e prolongamento da de S. Marçal até aos Poiais modificaram tudo sensivelmente.— Gustavo de Matos Sequeira Depois do Terramoto, Volume I, pp.170-171
Ainda o mesmo autor afirma que entre 1784 e 1789 foi chamada de Praça Nova, certamente por ser recente, e após descrever o aspecto bucólico que a praça tinha ainda no início do século XIX, diz:

Baptista na sua conhecida Corographia diz, falando desta praça: “…parece dever o seu nome a um pequeno mercado de flores que outro tempo aí houve
Acrescenta depois em nota que Baptista a respeito de etimologias é um todo-nada fantasista. Ora, os topónimos mais antigos, de origem popular, tendo sido atribuídos espontaneamente pela população a partir de características específicas dos locais, são muitas vezes, inexplicáveis nos nossos dias. Assim a hipótese levantada por João Maria Baptista de aqui ter existido um mercado de flores pode ser a mais verosímil, tanto mais que ainda em 1806, segundo o próprio Sequeira (na mesma obra mas no seu II Volume, p. 27), aqui existiam alguns lugares de venda que duraram mais alguns anos.
Note-se que eram topónimos que eram utilizados pelos habitantes locais para a sua orientação e designação, e, como tal, tendiam, por vezes a “flutuar” entre designações. Neste caso, por exemplo, a denominação “Flores” conviveu durante alguns anos com “Praça Nova” até se estabelecer na sua actual designação.
A Praça das Flores foi regularizada e ajardinada apenas em 1863, embora nos apareça já como jardim na planta de Filipe Folque de 1856/58, sendo conhecido o jardim apenas como jardim da praça das Flores. Em 1925 o vereador Alfredo Pedro Guisado, propôs na Câmara o nome de Fialho de Almeida para a zona do jardim, permanecendo a toponímia oficial de Praça das Flores para o espaço urbanizado. É mais um caso em que se destaca o jardim central de uma praça, homenageando um escritor (e médico), José Valentim Fialho de Almeida (1857-1911).